# Голощапов, Алексей Кириллович
Алексей Кириллович Голощапов (24 апреля 1923, Ставропольский край — 8 ноября 1943, Керчь, Крымская АССР) — старший сержант Рабоче-крестьянской Красной Армии, участник Великой Отечественной войны, Герой Советского Союза (1945).

## Биография
Алексей Голощапов родился 24 апреля 1923 года в селе Высоцкое (ныне — Петровский район Ставропольского края) в семье казака. Окончил семь классов сельской школы. В 1938 году переехал к сестре в Горький. В мае 1941 года Голощапов окончил двухгодичные легководолазные курсы при Горьковском областном ОСВОДе, после чего работал на Сормовской спасательной станции. Осенью 1941 года принимал участие в строительстве оборонительных сооружений. 
В начале 1942 года Голощапов был призван на службу в Рабоче-крестьянскую Красную Армию и направлен на учёбу в десантную школу в Москве. Через полгода медицинская комиссия признала его негодным к десантной службе и отправила его в стрелковую часть. С августа 1942 года — на фронтах Великой Отечественной войны. Принимал участие в боях на Закавказском и Северо-Кавказском фронтах. Участвовал в боях под Туапсе, освобождении Новороссийска и Таманского полуострова. К ноябрю 1943 года старший сержант Алексей Голощапов был комсоргом 1133-го стрелкового полка 339-й стрелковой дивизии 56-й армии Северо-Кавказского фронта. Отличился во время Керченско-Эльтигенской десантной операции.
В ночь со 2 на 3 ноября 1943 года Голощапов вместе с группой пехотинцев одним из первых в своём полку высадился на побережье Крыма в районе местечка Опасное (ныне микрорайон города) к востоку от центра Керчи. Уничтожив два пулемёта и расчёт орудия, группа развернула это орудие и открыла прицельный огонь по другим немецким орудиям береговой батареи. На рассвете пехота противника при поддержке трёх танков предприняла контратаку против группы Голощапова. В ходе отражения этой атаки он лично уничтожил 15 вражеских солдат и офицеров. Когда в одном из последующих боёв выбыл из строя командир взвода, Голощапов взял командование на себя и повёл бойцов в наступление на окраину Керчи. Когда под пулемётным обстрелом взвод залёг, Голощапов вместе с двумя бойцами подобрался к дому, из которого вёлся огонь, и уничтожил пулемётчиков гранатами. В другом доме взвод Голощапова уничтожил засевших там вражеских солдат, дав тем самым возможность батальону продолжить наступление. В течение шести дней Голощапов лично уничтожил не менее 60 солдат и офицеров противника, а также один танк. 8 ноября 1943 года Голощапов погиб под гусеницами танка. 
Посмертно Голощапов был представлен к званию Героя Советского Союза лишь в феврале 1944 года, однако документы ходили по инстанциям ещё в течение года. 
Указом Президиума Верховного Совета СССР от 24 марта 1945 года за «образцовое выполнение боевых заданий командования на фронте борьбы с немецкими захватчиками и проявленные при этом мужество и героизм» старший сержант Алексей Голощапов посмертно был удостоен высокого звания Героя Советского Союза.
Был также награждён орденом Славы 3-й степени и медалью «За отвагу».

## Память
Точное место захоронения неизвестно, возможно, он похоронен в одной из братских могил в посёлках Подмаячный и Опасное, или же непосредственно в Керчи.
Официально считается, что в 1952 году останки советских воинов из одиночных и братских могил, расположенных на территории поселка Войково (ныне микрорайон Керчи) и завода им. Войкова, были перезахоронены в одну братскую могилу, в городе Керчи по улице Войкова, у входа в парк культуры и отдыха им. Войкова. 
В Украине - памятник истории местного значения. Приказ Министерства культуры Украины от 22.11.2012 №1364, охранный №339-АР.
В Российской Федерации с 20 декабря 2016 года - объект культурного наследия регионального значения. Братская могила советских воинов и Героев Советского Союза Ш. Ф. Алиева, А. К. Голощапова, Д. Т. Доева
 Объект культурного наследия народов РФ регионального значения. Рег. № 911710946920005 (ЕГРОКН)
 

В честь Голощапова названы улицы в Керчи и селе Высоцком, в Высоцком также установлен бюст Голощапова.

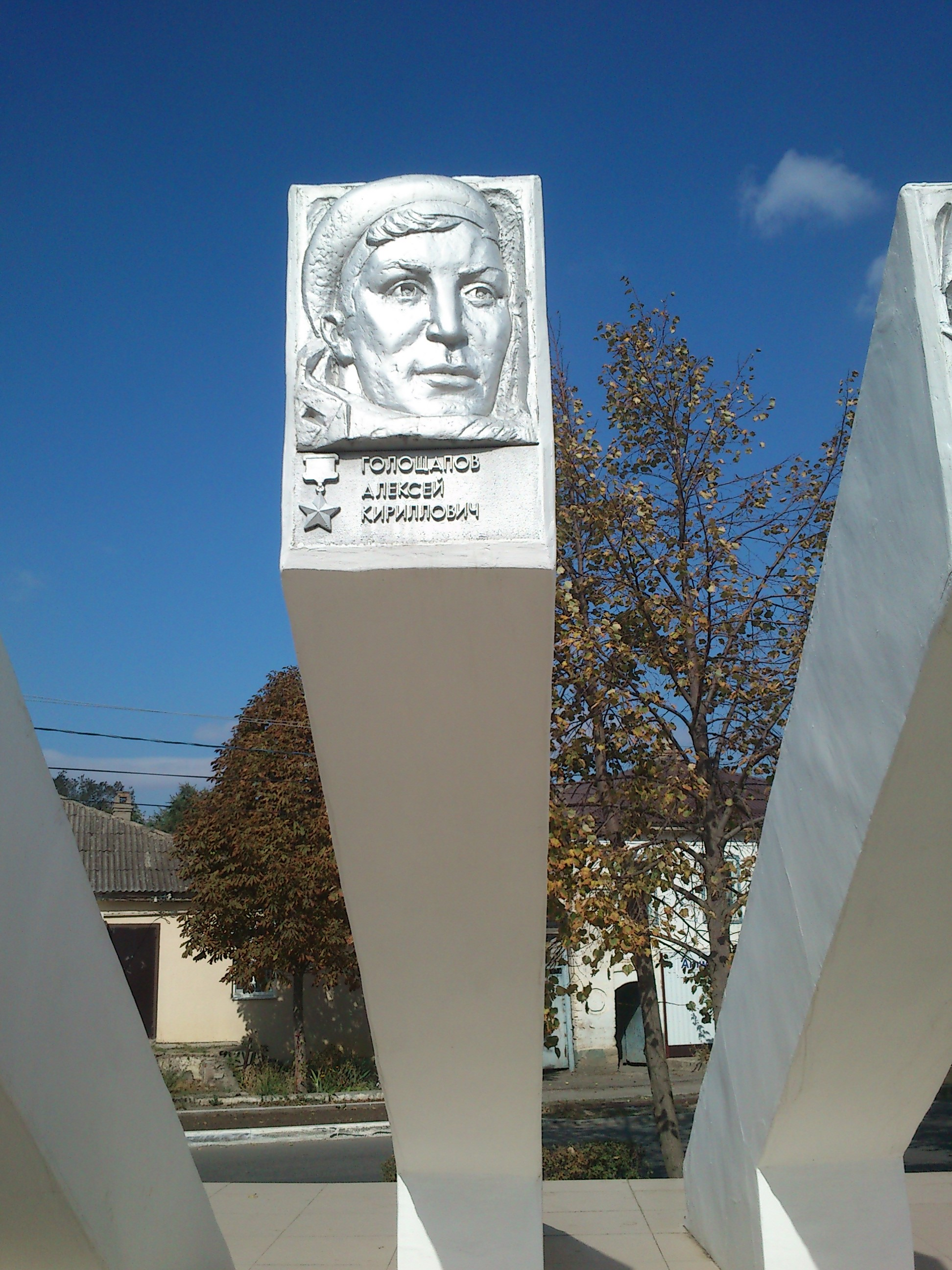
Барельеф на Аллее Славы в Светлограде